# Ingrid Zuhr
Ingrid Rydbeck-Zuhr, född Rydbeck den 13 februari 1905 i Linköpings församling, Östergötlands län, död den 9 september 2001 i Enskede församling i Stockholm, var en svensk målare och konstskribent. 

## Biografi
Rydbeck-Zuhr var dotter till Oscar Rydbeck och Signe Olson samt syster till Olof Rydbeck. Efter studentexamen vid Djursholms samskola 1923 var hon elev vid en flickpension utanför Paris men inriktade sig sedan på en konstnärsbana och studerade vid Wilhelmsons och Otte Skölds målarskolor. Åren 1926–1927 var hon elev vid Académie Scandinave Maison Watteau i Frankrike och gjorde senare i livet studieresor till Egypten, Mallorca, Italien och Grekland. Från 1941 var hon gift med Hugo Zuhr.
Rydbeck-Zuhr var knuten till Svensk-franska konstgalleriet, som grundats av hennes morbror Gösta Olson. Åren 1933–1952 var hon redaktör för dess tidskrift Konstrevy, som under hennes ledning utvecklades till en tidskrift med konstnärsintervjuer från Sverige och Frankrike. Under denna period kom hennes eget skapande i andra hand. 
Separat ställde hon ut på Svensk-franska konstgalleriet 1931 och hon medverkade i rad en grupputställningarna arrangerade av galleriet, bland annat Svensk konst i Oslo 1930, Svensk konst i Göteborgs Konsthall 1932, 1933 och 1936. Nio independenter på Liljevalchs konsthall 1938, på Göteborgs Konsthall 1939 och på Konstnärshuset 1940. Hon medverkade i samlingsutställningar arrangerade av Sveriges allmänna konstförening, julutställningarna på Färg och Form och i vandringsutställningar med Riksförbundet för bildande konst. Hennes konst består av figurtavlor, porträtt och landskapsskildringar från sina resor till sydligare länder. Rydbeck-Zuhr finns representerad vid Nationalmuseum i Stockholm.
År 1988 utgav hon en biografi över maken Hugo Zuhr. Tillsammans fick de tre barn. Makarna Zuhr är begravda på Djursholms begravningsplats.